# Takeda (familie)

Mon van de Takeda-clan

De Takeda-clan (Japans: 武田氏, Takeda-shi) was een familie van daimyo gedurende de Japanse Heianperiode en Sengoku-periode. De familie beleefde haar hoogtepunt onder Takeda Shingen maar reeds enkele jaren na zijn dood werd zijn opvolger Takeda Katsuyori verslagen door Oda Nobunaga. Meerdere takken van de familie behielden ook na deze nederlaag een belangrijke invloed op de Japanse politiek, en tot heden is Takeda een bekende Japanse familienaam.

## Geschiedenis
De Takeda stamden af van keizer Seiwa (850-880) en waren een tak van de Minamoto-clan (Seiwa Genji), via Minamoto no Yoshimitsu (1056-1127), broer van de Chinjufu-shogun Minamoto no Yoshiie (1039-1106). Minamoto no Yoshikiyo (+ 1163), de zoon van Yoshimitsu, was de eerste die de naam Takeda aannam.
In de 12e eeuw, aan het eind van de Heianperiode, beheersten de Takeda de provincie Kai. Tijdens de Genpei-oorlog steunden ze, samen met een aantal andere families, hun neef Minamoto no Yoritomo tegen de Taira-clan. Nadat Minamoto no Yoritomo de eerste keer werd verslagen te Ishibashiyama (1181), werd Takeda Nobuyoshi om hulp gevraagd en stuurden de Takeda 20.000 man om Yoritomo te ondersteunen. Takeda Nobumitsu (1162-1248) hielp de Hojo tijdens de Shokyu oorlog (1221) en kreeg als beloning het gouverneurschap over de provincie Aki. Tot de Sengoku-periode waren de Takeda shugo (gouverneur) van de provincies Kai, Aki en Wakasa. In 1415 hielpen ze Uesugi Zenshu bij zijn opstand tegen Ashikaga Mochiuji.
Takeda Harunobu volgde zijn vader Nobutora op in 1540 als heerser van Kai, en begon zijn domein uit te breiden. In 1559 veranderde hij zijn naam in het beter bekende Takeda Shingen. Hij vocht meerdere keren tegen de Hojo-clan, maar zijn echte expansie was naar het noorden, waar hij meerdere beroemd geworden veldslagen vocht tegen zijn eeuwige rivaal Uesugi Kenshin.
Shingen is bekend om zijn gebruik van de cavalerie-charge. Tot het midden van de 16e eeuw waren bereden samoerai voornamelijk boogschutters. Er was verder een trend in deze periode naar grotere infanterie-legers met grote hoeveelheden boogschutters. Om deze infanterie en boogschutters te verslaan veranderde Shingen zijn samoerai van boogschutters in lanciers. De kracht van zijn cavalerie-aanvallen was onder andere te zien tijdens de slag bij Mikatagahara in 1572. De nieuwe tactiek van Shingen werd zo beroemd dat het leger van de Takeda bekend werd als de kiba gundan (Japans: 騎馬軍団), ofwel 'bereden leger' of 'leger te paard'.
Shingen stierf in 1573, op 53-jarige leeftijd, aan een ziekte. Hij werd opgevolgd door zijn vierde zoon, Katsuyori. Katsuyori werd in 1575 verslagen door Oda Nobunaga in de slag bij Nagashino, waarmee een eind kwam aan de macht van de Takeda.
De Koshu Hatto uit de 15e eeuw is het wetboek van de Takeda-clan, en de Koyo Gunkan, grotendeels toegeschreven aan Kosaka Masanobu, is een episch verhaal van de familiegeschiedenis en de militaire innovaties van Shingen.
Takeda is een redelijk veel voorkomende naam in het hedendaagse Japan, hoewel de kans klein is dat al deze Takeda afstammen van het adellijk huis met deze naam (er waren indertijd reeds veel zijtakken van de Takeda).
Veel van de afstammelingen van de Takeda-clan hadden verder andere namen aangenomen voor hun tak van de familie. Tijdens de Tokugawa-periode waren meerdere families van daimyo directe afstammelingen van de Takeda.
In 1868 waren dit de volgende families:
- De Matsumae, afstammelingen van Takeda Kuninobu, waren daimyo van Matsumae, te Hokkaido.
- De Nambu, afstammelingen van Takeda Mitsuyuki, achterkleinzoon van Takeda Yoshikiyo (+ 1163), vestigde zich te Nambu (provincie Kai) en nam dezelfde naam aan. De Nambu waren daimyo van Morioka, Shichinohe en Hachinohe (provincie Mutsu).
- De Yanagizawa, afstammelingen van Takeda Nobuyoshi, waren daimyo van Koriyama (provincie Yamato), Kurokawa en Mikkaichi (provincie Echigo).
- De Goto, afstammelingen van Takeda Nobuhiro, waren daimyo van Goto (de Goto-eilanden in de provincie Hizen).
- De Ogasawara, afstammelingen van Takeda Nagakiyo (1162-1242), achterkleinzoon van Takeda Yoshikiyo (+ 1163), waren shugo (gouverneuren) van de provincies Shinano en Hida, en waren tijdens de 16e eeuw in oorlog met hun Takeda neven. In 1868, waren ze daimyo van Kokura, Chikuza (provincie Buzen), Ashi (provincie Harima), Karatsu (provincie Hizen) en Katsuyama (provincie Echizen).
- Twee takken van de Takeda maakten deel uit van de Koke (de hoge families). Deze titel werd gegeven aan onteigende afstammelingen van grote daimyo zoals de Takeda, Hatakeyama, Imagawa, Oda, en Otomo. Ze ontvingen een pensioen van het shogunaat en mochten eervolle missies uitvoeren.

## Bekende leden van de Takeda

### Historisch
- Takeda Nobutora - De vader van Shingen.
- Takeda Shingen - een van de bekendste krijgsheren van Japan.
- Takeda Katsuyori - Zoon van Shingen.
- Takeda Nobushige - Jongere broer van Shingen die eigenlijk zijn vader op zou volgen. Hij schreef onder andere de Kyujukyu Kakun, een set van 99 regels voor leden van de Takeda.

### Modern
- Sokaku Takeda - 20e-eeuws lid van de Takeda en stichter van de Daito-ryu aiki-jujutsu.